# Tseshaht

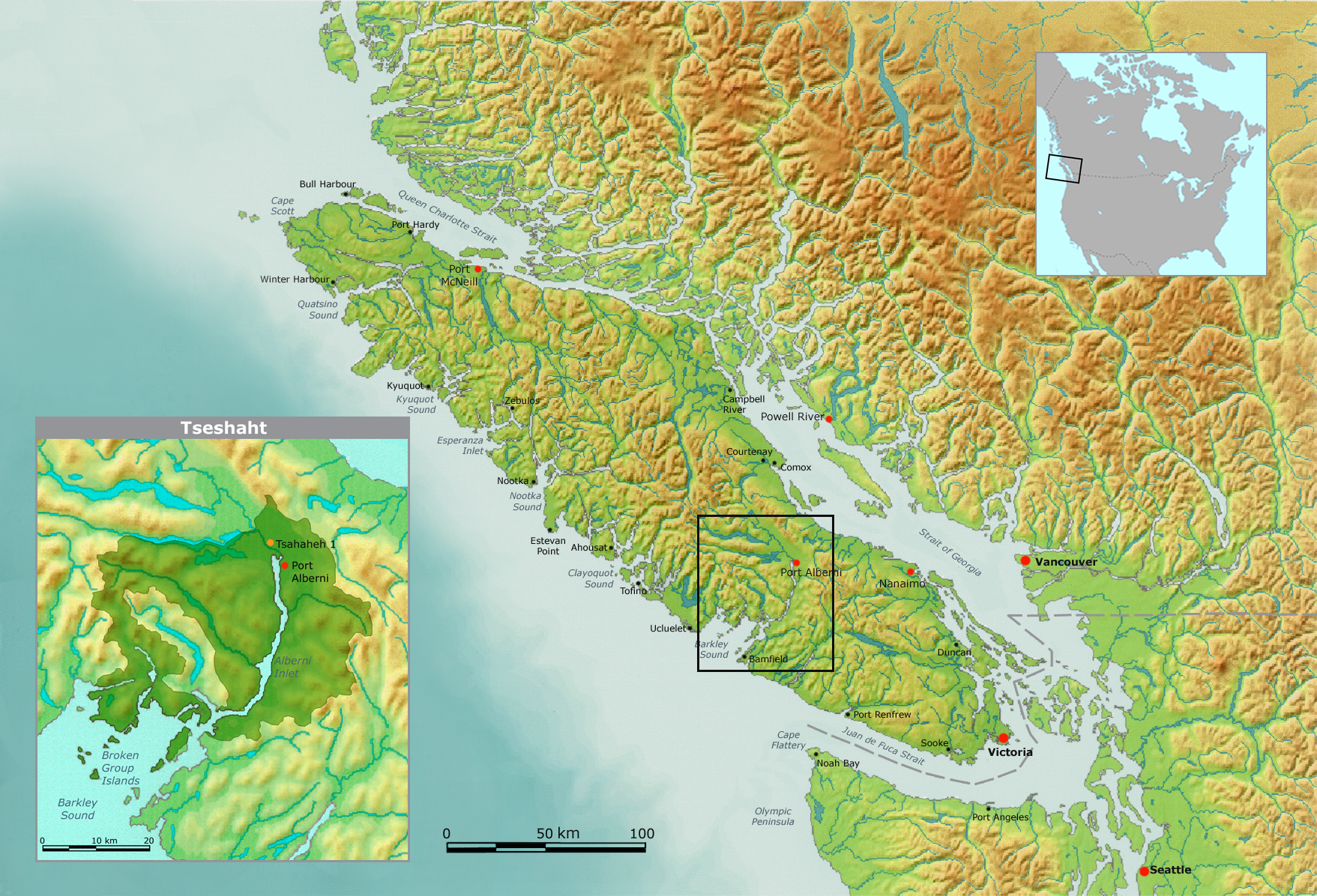
Traditionelles Territorium der Tseshaht und Lage des Hauptreservats

Die Tseshaht, Tsisha?at, Ts'ishaa7ath, Ć̓išaaʔatḥ, Ć̓išaaʔtx̣ oder Sis'sha'ahtah („Volk von [der Siedlung] Ts'ishaa/Ć̓išaa“; früher Sheshat genannt) sind kanadische Indianer und gehören zu den Nuu-chah-nulth, einer der an der Pazifikküste wohnhaften Gruppen von Indianerstämmen oder First Nations. Sie lebten ursprünglich auf Tsisha oder Benson Island, einer Insel vor der Westküste von Vancouver Island. Heute leben sie in Reservaten in der Nähe von Port Alberni. Die Tsehshaht sprechen eine Südliche Wakashan-Sprache und sind Mitglieder des Nuu-chah-nulth-Stammesrats, der 14 der 15 kanadische First Nations der Nuu-chah-nulth (Nuučaan̓uł) („Alles (Volk oder Land) entlang der Berge und des Meeres“; veraltet: Nootka) vertritt (nur die Pacheedaht fehlen). Die südlichste Nuučaan̓uł-Siedlungsgruppen bilden die in den USA lebenden Makah (Kwih-dich-chuh-aht / Qʷidiččaʔa·tx̌) sowie die heute ausgestorbenen Ozette (Osi:l-'a:'tx / ʔuseeʔłaʔtx̣) in Washington.
Im April 2010 waren 1.010 (Mai 2009: 978) Menschen als Stammesmitglieder anerkannt, davon lebten 400 (389) im Reservat bei Port Alberni, 582 (563) außerhalb des Reservats, die übrigen 28 auf andere Reservate verteilt. Diese Entwicklung setzte sich fort, so dass man 399, 26 und 570 ermittelte. Damit belief sich die Gesamtzahl der als Tseshaht Anerkannten auf 995.
c̓išaa (sis-shaa)

## Geschichte

### Archäologisches Projekt Tseshaht
Das archäologische Forschungsprojekt auf den Inseln der Broken Group im Barkley Sound an der Westküste von Vancouver Island wird gemeinsam von der Tseshaht Nation und Parks Canada unterstützt. Diese Inseln, jetzt innerhalb des Pacific-Rim-Nationalparks gelegen, sind die traditionelle Heimat der Tseshaht. Die wissenschaftliche Arbeit begann in den Jahren 1999 und 2000 und konzentrierte sich auf Benson Island, einer äußeren Insel der Gruppe, auf der die alte Siedlung Ts'ishaa/Ć̓išaa/Sis-shaa („ranzig stinkender Ort/Siedlung“) lag; somit bedeutet der Stammesname Tseshaht / Ć̓išaaʔatḥ übersetzt („Volk von der ranzig stinkenden Siedlung“), weil die Tseshaht / Ć̓išaaʔatḥ so große Walfänger waren und ihr Dorf nach Walöl roch, was großen Reichtum bedeutete. Mündliche Überlieferungen der Tseshaht bestimmen diesen Ort zum Platz ihres Ursprungs, wo Erster Mann (Naasiya’atu) und Erste Frau (Naasayilhim) erschaffen wurden. Spätere Aufzeichnungen des Anthropologen Edward Sapir nach Erzählungen von Tseshaht-Ältesten aus dem frühen 20. Jahrhundert identifizieren die sozialen Gruppen, die einst hier gewohnt haben und berichten von großen Plankenhäusern mit bemalten Fronten. Die Tseshaht / Ć̓išaaʔatḥ erweiterten im Laufe der Zeit durch Heirat und Bündnisse, Krieg und die Eingliederung und Unterwerfung benachbarter Siedlungsgruppen ihre Kontrolle über größere Landstriche. Die Tseshaht / Ć̓išaaʔatḥ absorbierten die Hee- qulth-ahtah / HikwuulhɁatḥ, die Haa-chaa-ahtah / Hach'aaɁatḥ sowie die einst unabhängigen Territorien der Nash-as-ahtah / NašɁasɁatḥ, der Maktl-ee-ahtah / MaktlɁiiɁatḥ sowie der Sum-as-ahtah. Schließlich umfasste ihr ganzes kontrolliertes Territorium (zusammen mit den Gebieten der assimilierten Siedlungsgruppen) die Broken Group Islands, den zentralen Barkley Sound, einen Großteil des Alberni Inlet und das Alberni-Tal.
Das archäologische Forschungsteam unter Führung von Alan McMillan und Denis St. Claire hat mehrere tiefe Gräben durch die Überreste des Dorfes gezogen. Ablagerungen aus 4 m Tiefe bestehen größtenteils aus Muschelschalen und zeugen von einer Lebensweise, die überwiegend von den Ressourcen des Meeres abhing. Das an diesem am offenen Ozean gelegenen Ort wohnende Volk ernährte sich von einer großen Vielfalt von Fischarten und jagte auch Seelöwen und Wale. Berichte von Ältesten der Tseshaht über die großen Walfänger, die einst in diesem Dorf lebten, werden von verschiedenen Funden großer Mengen an Walknochen bestätigt. Dazu kommt die Spitze einer Harpune aus Muschelschalen, die noch tief im Schädelknochen eines Wales steckte. Zusätzlich wurden über 700 Artefakte ausgegraben. Zumeist sind es geschärfte Knochensplitter, die als Angelgerät dienten, obwohl ein verzierter Knochenkamm und ein polierter Anhänger aus schwarzem Stein von anderen Lebensbereichen Zeugnis geben. Die archäologischen Funde aus dem Hauptdorf umfassen einen Zeitraum von zwei Jahrtausenden.
Auf einer Bodenerhebung hinter dem Hauptdorf hat man noch ältere Fundstücke entdeckt. Dieses Gebiet wurde bewohnt, als der Meeresspiegel über drei Meter höher lag als heute. Einst brachen sich die Wellen am Fuß dieser Erhebung; darauf folgte eine allmähliche Anhebung des Landes und die Errichtung des unterhalb liegenden Dorfes. Mittels Radiokohlenstoffmethode ermittelte Daten zeigen, dass dieser Teil der Anlage erstmals vor über 5.500 Jahren bewohnt wurde. Er stellt damit den ältesten heute bekannten archäologischen Fundort an der Westküste Vancouver Islands dar. Die in diesem Gebiet gefundenen Artefakte enthalten vorwiegend primitiv gearbeitete Steinobjekte, die sich deutlich von denen des späteren Dorfes unterscheiden.
Die Information der Öffentlichkeit spielt bei diesem Projekt eine große Rolle. Über 1.700 Besucher dieses Inselteils des Pacific-Rim-Nationalparks sahen den Fortschritt der Ausgrabungen. Tseshaht-Führer erklärten die Geschichte der Anlage und des Tseshaht-Volkes und sorgten so für ein größeres Verständnis für diese Inselgruppe. Ein weiterer Gesichtspunkt war die Schulung der Tseshaht-Jugend, die einen wesentlichen Teil der Ausgrabungsmannschaft stellte. Älteste und andere Gemeindemitglieder hatten großes Interesse und unternahmen eine längere Reise, um die Ausgrabungen zu verfolgen. Die Tseshaht arbeiten zusammen mit dem Pacific Rim National Park am Schutz ihres kulturellen Erbes, um das Bewusstsein der Besucher für ihre Geschichte in diesem Gebiet zu wecken. Seit dem 1. Mai 2009 ist das Zelten auf Benson Island untersagt, um die Fundstätten zu schützen.

### Reservate, Bevölkerungsrückgang
1881 zählte man 174, 1891 nur noch 151 Tseshaht.

## Aktuelle Situation
Heute besitzen die Tseshaht 8 Reservate von insgesamt 584 ha Größe im zentralen Westen von Vancouver Island. Das Bevölkerungszentrum befindet sich im Tsahaheh Indianerreservat Nr. 1. Die Reservate wurden ihnen 1882 von Commissioner O’Reilly zugewiesen. Ihr früheres Territorium am Barkley Sound auf Vancouver Island gehörte einst zu den Gebieten mit der höchsten indianischen Bevölkerungsdichte auf der Insel.
Das Reservat ist über Straßen, durch die Luft und auf dem Wasser erreichbar. Einige Häuser besitzen fließendes Wasser aus Port Alberni, während andere Wasser aus einem Gemeindebrunnen bekommen. Die Abwasserentsorgung erfolgt entweder über das Kanalsystem von Port Alberni oder über septische Tanks. Polizeidienst und Krankenversorgung werden ebenfalls von Port Alberni übernommen.
Die öffentlichen Einrichtungen des Reservats bestehen aus einer Gemeindehalle, einem Kurhaus, einem Kulturzentrum, einem Friedhof und einer Schule. Zu den wirtschaftlichen Aktivitäten zählen Fischfang und Forstwirtschaft.

## Olympische Winterspiele 2010 in Vancouver
Die Tseshat koordinierten die Repräsentation der Nuu-chah-nulth bei den Olympischen Winterspielen des Jahres 2010, als eine von sieben indianischen Kultureinheiten. Für die Nuu-chah-nulth standen 154.000 Dollar zur Verfügung, mit denen Künstler gefördert werden sollten, wobei Tim Paul, ein Tseshat-Künstler, die Leitung übernahm. Das von den Künstlern ausgewählte Thema war Hupakwanum, die Bezeichnung für die Kisten der Häuptlinge. Neben Sayers, einem Hupacasath, waren acht weitere Künstler involviert: Pat Amos, Tom Paul, Jason Titian, Tobias Watts, Qwaya Sam und Jake Gallic; gewebte Körbe erstellen die Ahousaht Alice Sam und die Hesquiaht Delores Bayne, um nicht nur die männliche Seite ihrer Kultur zu repräsentieren.